# Блиндерман, Владимир Михайлович
Владимир Михайлович Блиндерма́н (1905—1958) — советский инженер, начальник отдела радиоконтрразведки МГБ СССР, полковник госбезопасности. 

## Биография
Родился 3 (16) мая 1905 года в Одессе в семье выпускника Дерптского университета, доктора медицины Моисея Абрамовича Блиндермана (1862, Одесса —?), специалиста в области внутренних, нервных и детских болезней, проживавшего на улице Ришельевской, № 56. 
Окончил 5 классов реального училища (1915—1920) и с ноября 1920 до июня 1921 года учился в одесской профтехшколе медтехники. Призван в РККА — красноармеец, зав. столом личного состава, делопроизводитель строевой части школы низшего комсостава при штабе отдельной коммунистической бригады ОСНАЗ и Всевобуча в Одессе — до апреля 1923 года.
Затем работал в Одессе подручным фрезеровщика в главных мастерских водопроводной станции им. Окт. революции; с марта 1924 по сентября 1925 года был инструктором Ильичевского райкома комсомола.
С 1925 года работал электромонтёром Одесского завода металлических изделий имени Хворостина. В январе—марте 1928 года находился на лечении в Берлине после производственной травмы (в глаз попала металлическая стружка).
В 1930—1934 годах учился в ОИИС. После окончания оставлен там же в аспирантуре и одновременно заведовал радиолабораторией ОЭТИИС. Член ВКП(б) с 1931 года.
С мая 1936 года в МУКС имени В. Н. Подбельского, начальник лаборатории передающего оборудования.
В органах НКВД–НКГБ–МГБ: 
- 10.37–06.38 нач. 2 отд-я 12 отд. ГУГБ НКВД СССР;
- 06.38–17.07.39 нач. 2 отд-я 2 спецотд. НКВД СССР, гл. инженер Центр. лаборатории опертехники НКВД;
- 17.07.39–21.03.41 зам. нач. 2 спецотд. НКВД СССР;
- 21.03.41–08.41 зам. нач. 4 отд. НКГБ–НКВД СССР;
- 08.41–13.11.41 зам. нач. 2 спец-отд. НКВД СССР;
- 13.11.41–17.05.43 нач. 5 отд-я (радио-контрразведка) и зам. нач. 2 спецотд. НКВД СССР;
- 17.05.43–06.06.46 нач. 3 отд-я и зам. нач. отд. «Б» НКГБ СССР;
- 06.06.46–03.10.46 зам. нач. отд. «Р» МГБ СССР;
- 03.10.46–04.11.51 нач. отд. «Р» (радиоконтрразведка) МГБ СССР.

Звания: капитан ГБ 09.03.39; майор ГБ 06.09.41; полковник ГБ 14.02.43.
В ноябре 1951 года был арестован по делу о «сионистском заговоре в МГБ». В августе 1953 года освобождён, обвинение переквалифицировано на «халатное отношение к служебным обязанностям». Уволен по служебному несоответствию в запас с 17 августа 1953 года и с декабря того же года находился на пенсии. Постановлением ГВП от 24.3.1955 дело было прекращено за отсутствием состава преступления. 
Умер 14 августа 1958 года в Москве. Похоронен на Введенском кладбище (уч. 17).

## Награды и премии
- Сталинская премия второй степени (1949) — за разработку новой аппаратуры
- орден Красного Знамени (31.7.1944)
- орден Отечественной войны II степени (24.2.1945)
- орден Трудового Красного Знамени (20.9.1943)
- два ордена Красной Звезды (8.1940, 20.7.1949)
- девять медалей;
- заслуженный работник НКВД (19.12.1942)

## Публикации
- Методические советы лектору на тему «Атомная энергия в народном хозяйстве СССР». — М.: Знание, 1955.
- Автоматическое программное управление при помощи электронных цифровых машин. — М.: Знание, 1957.
- Вопросы дальнего распространения УКВ. Сборник материалов конференции 28-30 янв. 1957 г. / Науч.-техн. о-во радиотехники и электросвязи им. А. С. Попова ; Под ред. В. М. Блиндермана. — М.: Связьиздат, 1959. — 120 с.